# Bongartsturm

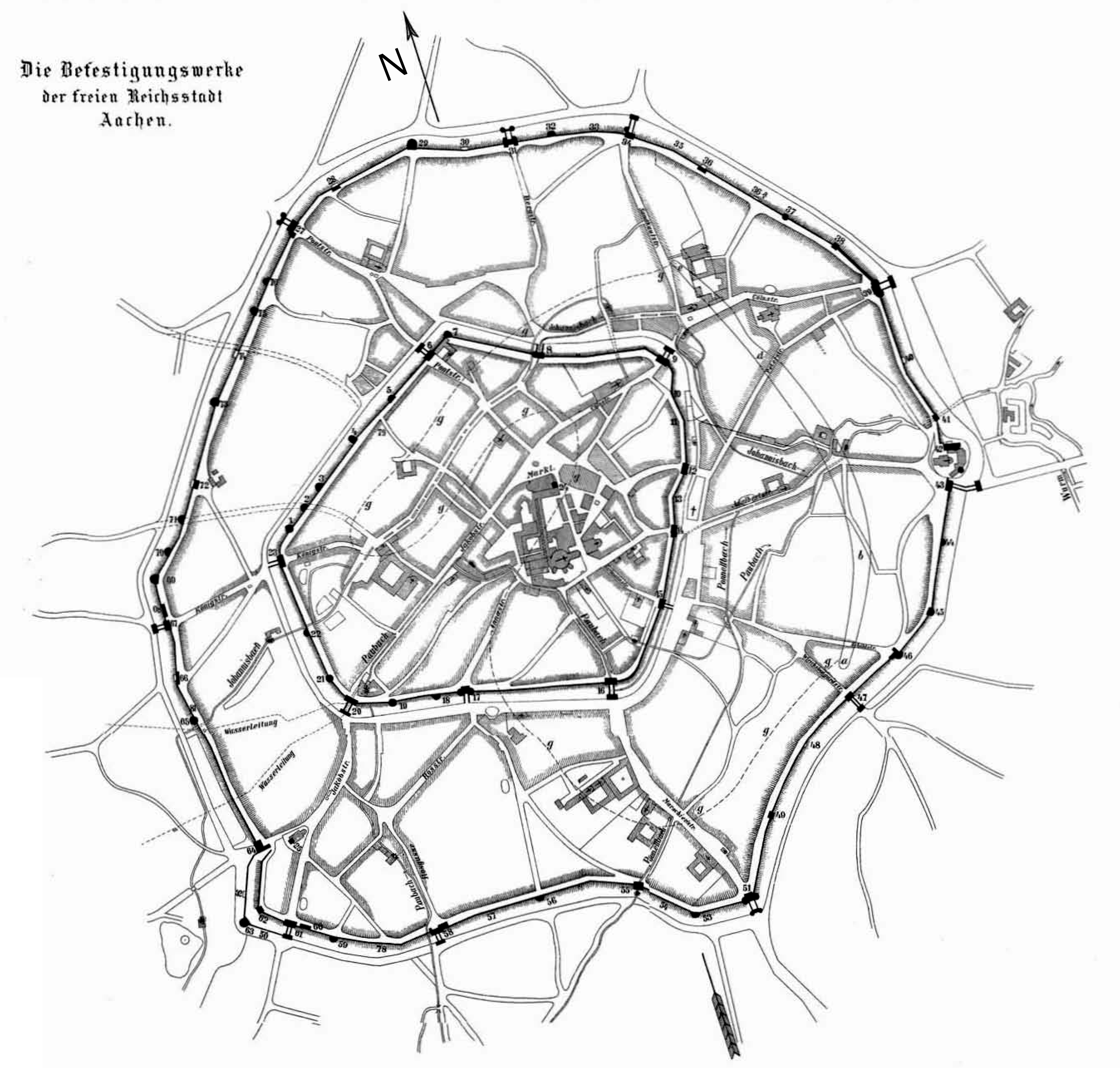
Overzicht van de vestingwerken in Aken. Nummer 75 is de Bongartsturm.

De Bongartsturm was een weertoren en maakte deel uit van de tussen 1300 en 1350 gebouwde buitenste stadsmuren van de Duitse stad Aken. De waltoren bestaat niet meer.

## Locatie
In de buitenste ringmuur stond de Bongartsturm in het noordwesten tussen de Königstor (in het zuidwesten) en de Ponttor (in het noordoosten). Ze bevond zich aan het einde van wat nu de Wüllnerstraße is, nabij de Pontwall en de Turmstraße. Tussen de Bongartsturm en de Königstor bevonden zich de Langer Turm, de Burtscheider Turm, de Beguinenturm en de Gregoriusturm. Tussen de Bongartsturm en de Ponttor bevond zich alleen de Krückenturm.

## Geschiedenis
De bouwdatum van de Gregoriusturm is niet bekend, maar zal vermoedelijk net als nabijgelegen onderdelen van de ringmuur in de 14e eeuw gebouwd zijn. De Bongartsturm behoorde tot het Ponttorgrafschaft. De naam van de toren is afgeleid van een Bongart waarvan de oppervlakte reikte tot aan de muren.
De toren werd net als de meeste de stadsmuren, stadspoorten en torens waarschijnlijk in het eerste kwart van de 19e eeuw gesloopt, toen tijdens de Franse bezetting van Aken Napoleon de instructie gaf om de militaire betekenis van Aken te minimaliseren.

## Beschrijving
Het gebouw telde twee verdiepingen. Het was half rond gebouwd en bezat een breedte van 11 meter en een diepte van 8 meter. De onderste verdieping die zich op waldamhoogte bevond, bood de mogelijkheid om via drie schietgaten het vuur te openen op aanvallers. Deze openingen bezaten een bijzonderheid. Het middelste schietgat was in de richting van de Ponttor georiënteerd. Ze bood daarmee betere vuurmogelijkheid in de richting van de omgeving van de stadspoort, omdat die met een grotere waarschijnlijkheid door aanvallers aangevallen te worden.
Vanuit de aangrenzende Gregoriusturm voerde een trap naar de eerste verdieping van de Bongartsturm. Er bevonden zich vier schietgaten in dit torengedeelte.